# Emilia Rebollo de Fort
Emilia Rebollo (1841- 1915) es una de las mayores exponentes en tapicería adornista decorativa en España.

## Biografía
Emilia Rebollo Reyes nace en 1841 en el barrio de El Perchel en Málaga. Siendo una adolescente contrae matrimonio con Luis Bartolomé Alexandre, un tapicero francés asentado en Málaga, con el que tuvo tres hijos. Emilia Rebollo comienza a colaborar en el taller de su marido. Tras la muerte de Luis Bartolomé, Rebollo tiene que hacerse cargo del negocio familiar, dado que tiene que mantener a su familia. Se queda a cargo de la cartera de clientes de su marido teniendo un gran éxito.
En 1880 conoce a Antonio Juan Fort, un ebanista de Granada afincado en Málaga que posteriormente sería su marido. Rebollo aprende a trabajar con nuevas técnicas y comienza a proyectar su carrera. 
A finales del siglo XIX sufre una deformidad en las manos, sobre todo en la mano izquierda que queda casi inutilizada.
Emilia Rebollo vive durante un periodo largo en la Hacienda Los Álamos en Málaga. En dicha hacienda Rebollo encuentra gran inspiración para sus temas florales.

## Labor artística
Emilia Rebollo comienza su labor artística colaborando en el taller de Luis Bartolomé, donde conoce la técnica del tapizado aplicado al mobiliario y alcortinaje, con la utilización sobre todo de la técnica del capitoné. Normalmente trabaja temas monocromos, Rebollo plasma en mayor medida temas florales, de vegetación y representaciones de animales. Todos estos temas eran representados en cuadros, mobiliarios, cortinaje e incluso en espejos y cristales. En cuanto a la tapicería utilizaba materiales como el brocado, la seda y el raso.
Tras la muerte de Luis Bartolomé, Rebollo tuvo que instruirse en el arte del negocio y continuar con la elaboración del taller. 
Al contraer matrimonio con un ebanista, Emilia Rebollo comienza a adquirir nuevos conocimientos que plasma en sus obras. Antonio Juan de Fort y Emilia Rebollo expusieron por primera vez en Málaga. A partir de aquí la carrera artística de Rebollo comienza a proyectarse, pasa de ser una tapicera artesanal a una creadora artística. 
Emilia Rebollo sufrió un gran deterioro en ambas manos, pero esto no hizo que abandonase su trabajo, sino que la impulsó reinventándose, comenzando a utilizar la técnica del estarcido. Esta técnica consiste en la realización de unas plantillas elaboradas por ella misma colocadas sobre un soporte de madera, con una base negra, en la que se introduce la tinta. Era necesario repetir el proceso de la tinta hasta que se formase una composición monocroma de tonos ocres. 
Emilia Rebollo define sus composiciones con esta técnica como de “estilo japonés” con dos significados; el primero es la utilización de una técnica milenaria en sus trabajos con un aire totalmente diferente a lo establecido. El segundo es el acabado mediante capas de barniz que tienen un resultado parecido al lacado y era menos costoso y más solicitado por su clientela. 
En la técnica del estarcido utilizaba materiales como pinceles, rodillos, esponjas y un sistema de pulverizado para determinar las formas, que se asemejaría en la actualidad a un aerógrafo. Con esta nueva técnica pudo realizar composiciones complejas sin tener que repetir nunca modelos.

## Reconocimientos y premios
- Titular de la Sociedad Científica Europea.
- Sociedad de Honor en la Academia Parisien de los Inventores.
- Medalla de oro de la Academia de Parisien por sus inventos.
- Distinguida medalla de Honor en Bélgica en 1892.
- Cruz laureada en Rusia en 1893.
- La más alta recompensa de Europa, la Corona Cívica en la exposición de Campo Marte, en París 1894.
- Premiada en la Exposición Universal de Chicago en 1893.
- Medalla conmemorativa y diploma de gran premio de honor en Egipto 1895.
- Diploma de gran premio de excelencia Villa de Suez 1897.
- Dama de honor de la orden de la Estrella de Oriente.
- Cruz de la orden de San Juan de Jerusalén.
- Miembro fundador del museo Artístico y Científico de Palestina.